# 恋人のいる時間
『恋人のいる時間』（こいびとのいるじかん、原題：Une femme mariée: Suite de fragments d'un film tourné en 1964、「ある既婚女性、1964年に撮影された映画の諸断片のつながり」の意）は、1964年（昭和39年）製作・公開、ジャン＝リュック・ゴダール監督によるフランスの長篇劇映画である。

## 概要

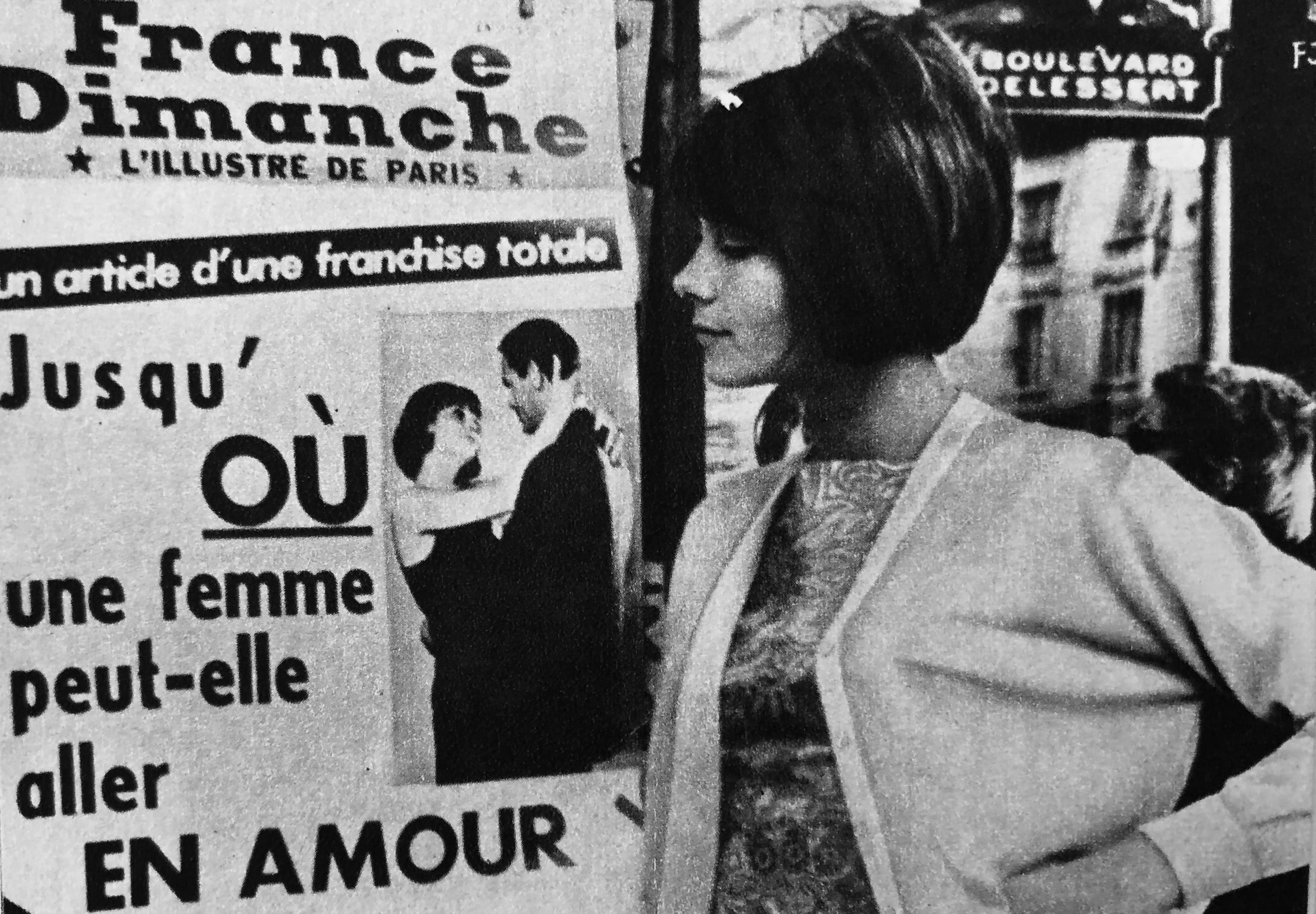
マーシャ・メリル

『はなればなれに』（1964年）につづく、ゴダールの長篇劇映画第8作である。
ヌーヴェルヴァーグに先行する先駆的インディペンデント映画作家であるロジェ・レーナルトが、マーシャ・メリルとフィリップ・ルロワが演じる主人公夫妻の友人として、本人役で実名で出演している。主人公を診断する医者を演じるのは、本作の撮影部フレーミング担当ジョルジュ・リロンである。
同年の第25回ヴェネツィア国際映画祭で金獅子賞にノミネートされ、コンペティションで正式上映されたが、賞は逃した。

## ストーリー
シャルロット（マーシャ・メリル）には、飛行機のパイロットを務めるピエール夫（フィリップ・ルロワ）と子どもが1人いる。劇団の俳優である恋人ロベール（ベルナール・ノエル）もいる。シャルロットは『エル』や『マダム・エクスプレス』といった女性雑誌が好きな女性である。
逢引のアパルトマンでロベールは、シャルロットに対し、夫との離婚と自分との同棲をもちかける。返事は明日でいいと言う。いっしょにロベールのクルマでアパルトマンを出たシャルロットは、途中で下車し、タクシーに乗って飛行場に行く。どうも夫は、自分に私立探偵をつけているようなのだ。シャルロットは夫を迎えに行くのだった。
夜、友人のロジェ・レーナルト（本人）との会話で、ロジェはアウシュビッツの話をする。シャルロットは興味がもてない。3人で話し合ううちにシャルロットが知るのは、夫が自分を愛しているのだということだった。
その翌朝、ロベールがシャルロットに電話をしてくる。劇団で地方に出る前に逢いたいと言うのだ。シャルロットはその前に病院に行き、診断を受けると、妊娠3か月であることを知らされる。シャルロットはロベールに、どちらの子なのかわからないと告白する。ふたりは映画館に入り、冒頭だけで映画館を出て、ホテルに行く。
ロベールは、昨日の返事を求めた。シャルロットは子どものことを再度言うが、ロベールは彼女が思うほど、そのことを重く感じていない。シャルロットは怒る。いつしかふたりはジャン・ラシーヌの戯曲『ベレニス』の台詞を読みあう。

## スタッフ
- 監督・脚本 : ジャン＝リュック・ゴダール
- 撮影監督 : ラウール・クタール
- フレーミング : ジョルジュ・リロン
- 美術 : アンリ・ノガレ
- 録音 : アントワーヌ・ボンファンティ、ルネ・ルヴェール、ジャック・モーモン
- 編集 : フランソワーズ・コラン、アニエス・ギュモ
- スクリプター : シュザンヌ・シフマン
- 音楽 : ルートヴィヒ・ヴァン・ベートーヴェン
- 助監督 : クロード・オトナン＝ジラール、ジャン＝ピエール・レオ、エレーヌ・カルーギン
- 製作主任 : フィリップ・デュサール、モーリス・ユルバン
- 製作 : アヌーシュカ・フィルム、オルセー・フィルム

## キャスト
- ベルナール・ノエル　（愛人ロベール役）
- マーシャ・メリル　（妻シャルロット役）
- フィリップ・ルロワ　（夫ピエール役）
- クリストフ・ブルセイエ　（ニコラ役）
- ロジェ・レーナルト　（夫妻の友人ロジェ・レーナルト、本人役）
- マルガレ・ル・ヴァン （スイミング・プールの女役）
- ヴェロニク・デュヴァル （スイミング・プールの女役）
- リタ・メイデン　（マダム・セリーヌ役）
- ジョルジュ・リロン　（医者役）
- ジャン＝リュック・ゴダール　（ナレーター）

## 評価
レビュー・アグリゲーターのRotten Tomatoesでは20件のレビューで支持率は85%、平均点は7.90/10となった。

## 関連事項
- ジャン＝リュック・ゴダール監督作品一覧

## 関連書籍
- ジャン・ラシーヌ『ブリタニキュス / ベレニス』、渡辺守章訳、岩波文庫、2008年2月15日 ISBN 4003251156